# Carl Clauberg
Carl Clauberg(1898. szeptember 28. – 1957. augusztus 9.) náci orvos volt, aki koncentrációs táborokban (Auschwitzban) kísérletezett különféle szerekkel és módszerekkel és nem gyógyítás céljából.
Clauberg nőgyógyászként végzett. Válása után megbízást kapott Heinrich Himmlertől, hogy fejlesszen ki egy egyszerű, olcsó és hatásos módszert nők tömeges sterilizálására. Kísérleteit leginkább Auschwitzban folytatta le. Módszerei közé tartozott a savöntés a méhbe. A sérült méhet kioperálták, majd elküldték Berlinbe további tanulmányozásra, gyakori volt a boncolás pusztán tanulmányozás céljából. Egyes információk szerint közel 300 nőn kísérletezett.
Számtalan lányt és asszony sterilizált. Sokan meghaltak, mások egy életen át viselték az áltudományos kísérletek nyomait.